# Durston
Durston är en ort och civil parish i Storbritannien.   Den ligger i grevskapet Somerset och riksdelen England, i den södra delen av landet, 210 km väster om huvudstaden London. Durston ligger 26 meter över havet och antalet invånare är 136.
Terrängen runt Durston är platt åt sydost, men åt nordväst är den kuperad. Runt Durston är det ganska tätbefolkat, med 160 invånare per kvadratkilometer. Närmaste större samhälle är Taunton, 7,7 km sydväst om Durston. Trakten runt Durston består till största delen av jordbruksmark.